# Breel Embolo
Breel Donald Embolo (Yaoundé, el 14 de febrer de 1997) és un futbolista suís que juga com a davanter per l'AS Monaco FC i la selecció suïssa.
Nascut al Camerun, Embolo es va traslladar amb la seva família a França abans d'establir-se finalment a Suïssa. Després d'entrar en els seus equips júniors, Embolo va debutar professionalment amb l'FC Basel el març de 2014, i va guanyar la Super Lliga Suïssa en les seves tres primeres temporades abans de passar al FC Schalke 04 per una quota de 20 milions d'euros. Poc després de passar a la Bundesliga alemanya, va patir una lesió al turmell que el va descartar durant gairebé un any. Més tard va jugar a Alemanya amb el Borussia Mönchengladbach i a la Ligue 1 francesa amb el Mònaco.
Embolo va fer el seu debut internacional sènior amb Suïssa el 2015. Va representar Suïssa al Campionat d'Europa de la UEFA de 2016 i de 2020, i a la Copa del Món de la FIFA el 2018 i 2022.